# Gisela Bleibtreu-Ehrenberg
Gisela Bleibtreu-Ehrenberg (2 de agosto de 1929 – 12 de febrero de 2025) fue una socióloga, etnóloga, sexóloga y escritora alemana especializada en los campos de la psicología, los estudios indoeuropeos, los estudios religiosos, filosofía, y desde 1980 en antropología. Como Bleibtreu-Ehrenberg utiliza estos enfoques en la investigación sobre todo en el campo de la sexología, la homofobia, y los estudios de los prejuicios, la Sociedad de Lesbianas y Gay antropólogos (SOLGA, anteriormente Grupo de Investigación Antropología sobre la homosexualidad, ARGOH) de EE. UU, la Asociación Americana de Antropología clasificó las obras de Bleibtreu-Ehrenberg sobre homofobia como destacadas internacionalmente.

## Biografía
Bleibtreu-Ehrenberg estudió sociología, psicología, etnología, estudios religiosos, filosofía e Indogermanistik (una asignatura alemana interdisciplinar, no idéntica a los estudios indoeuropeos puramente lingüísticos en los países anglófonos, que consta de estudios históricos, sociológicos, culturales, religiosos, etnológicos, filológicos y estudio lingüístico en relación con el proto-indoeuropeo, pueblos indoeuropeos e idiomas indoeuropeos) en Bonn.
En 1969, Bleibtreu-Ehrenberg se graduó en la Universidad de Bonn, recibiendo su Magister artium (comparable a un Máster en el sistema educativo español) por su tesis Homosexualität und Transvestition im Schamanismus ("Homosexualidad y travestismo en el chamanismo"). En 1970, recibió su doctorado por su tesis doctoral sobre Sexuelle Abartigkeit im Urteil der abendländischen Religions-, Geistes-, und Rechtsgeschichte im Zusammenhang mit der Gesellschaftsentwicklung ("La construcción religiosa, filosófica y jurídica de la desviación sexual en interdependencia con el desarrollo de Sociedad occidental").
Después de sus estudios universitarios, Bleibtreu-Ehrenberg se convirtió en asistente científica en el Instituto Sociológico de la Universidad de Bonn y trabajó como socióloga, escritora y periodista independiente, siendo miembro de varias organizaciones científicas y políticas. Fue miembro destacado de la Sociedad Alemana de Investigación en Sexualidad Científica y Social. A fines de la década de 1980, Bleibtreu-Ehrenberg fue miembro de la Enquetekommission AIDS encargada por el parlamento alemán, una comisión de investigación que investigaba las consecuencias y desafíos sociales, legales y de salud pública de la enfermedad, una cooperación que dio lugar a su libro de 1989 Angst und Vorurteil (ver a continuación).
Bleibtreu-Ehrenberg está casada y vive en Alemania.

## Campos de interés e influencias

### "Etnosocióloga"
Una etiqueta comúnmente aplicada a Bleibtreu-Ehrenberg es la de "etnosocióloga", aunque eso no es para limitar sus enfoques exclusivamente a las culturas no occidentales. Su inclusión de enfoques etnológicos y transculturales sirve como una de las herramientas que utiliza para estudiar y analizar globalmente la naturaleza y la crianza de la humanidad, así como las diferencias e interdependencias entre ambos conceptos, con el objetivo de una perspectiva global también aplicable en las sociedades industrializadas modernas.

### Áreas de interés
Siguiendo el enfoque de ideología-crítica y de identidad-crítica de la Teoría Crítica de la Escuela de Frankfurt, el énfasis del trabajo mayoritariamente post-estructural y deconstruccionista de Bleibtreu-Ehrenberg (ver construccionismo social y constructivismo social) en los estudios de prejuicios socio-psicológicos radica en investigación cultural, socio-histórica y socio-psicológica sobre temas como la represión occidental de la sensualidad (Leibfeindlichkeit) en las culturas indoeuropeas, y se extiende a la investigación sobre temas como la sexualidad desviada, la homofobia, la misoginia, los roles de género y el patriarcado.

### Deconstructivismo y esencialismo
La mayor parte de la investigación de Bleibtreu-Ehrenberg está dedicada a la deconstrucción cultural de los prejuicios etnocéntricos occidentales, analizando sus orígenes y derivaciones posteriores en la historia, y enfatiza que esta nutrición cultural que también determina las identidades sociales no debe malinterpretarse como la naturaleza humana esencialista del hombre. Según Bleibtreu-Ehrenberg, la mala interpretación positivista de los prejuicios etnocéntricos como naturaleza humana es una de las enfermedades clave de la civilización occidental, conocida por la Teoría Crítica como la totalidad de la sociedad que también influye en gran parte de la producción científica occidental. Por ejemplo, a lo largo de la mayor parte de la historia occidental se decía que los homosexuales eran afeminados por su naturaleza, mientras que este estereotipo común también influía en las identidades sociales y los comportamientos de los homosexuales individuales, y estas identidades y comportamientos resultantes fueron a su vez tomados por la sociedad como evidencia justificativa de sus prejuicios.
Solo dos de sus obras, Mannbarkeitsriten (1980) y Der pädophile Impuls (1985/88) tratan de la investigación antropológica sobre la naturaleza esencial entre culturas y especies de dos atracciones sexuales particulares más allá de los estereotipos occidentales comunes, la pederastia (que Bleibtreu-Ehrenberg define como "pedofilia masculina del mismo sexo") en Mannbarkeitsriten, y pedofilia (definida como "contacto sexual entre adultos fértiles y jóvenes infértiles" basado en la preferencia por estas actividades en nombre del lado adulto, en lugar de delitos situacionales) en general en Der pädophile Impuls.

### Influencias
En sus publicaciones sobre estudios de prejuicios, tanto generales como específicamente relacionados con la desviación sexual, Bleibtreu-Ehrenberg incorpora influencias de la teoría crítica (especialmente la teoría de la personalidad autoritaria, ver también el autoritarismo de derecha), la teoría del etiquetado de George Herbert Mead y Howard S. Becker, la Teoría de la identidad social de Henri Tajfel y John Turner, la hipótesis de la frustración-agresión de John Dollard y Neal E. Miller, la teoría del aprendizaje social de Albert Bandura, análisis del discurso  de Michel Foucault, y el concepto de derivación en el sentido sociológico del término de Vilfredo Pareto, que denota una racionalización irracional e ideológica posterior a los hechos. Otras influencias notables incluyen Sigmund Freud, Mircea Eliade, Marija Gimbutas (aunque sólo reconocida por Bleibtreu-Ehrenberg como un resumen de las fuentes de un siglo de publicaciones académicas anteriores a Gimbutas de Europa central y Escandinavia, Indogermanistik ), los conceptos de pensamiento mágico de James George Frazer y de lo numinoso de Rudolf Otto.
La Definición de los prejuicios de Bleibtreu-Ehrenberg es en gran medida idéntica a la Verblendungszusammenhang de Theodor W. Adorno, por la que Adorno denota una construcción social 'delirios' (Verblendungen) basados en condiciones o relaciones tradicionales socioculturales y socio-psicológicas (Verhältnisse) dentro de la sociedad occidental, pero también toma influencia del dispositivo o aparato de Foucault, mientras que según Bleibtreu-Ehrenberg, los prejuicios etnocéntricos tradicionales se adaptan fácilmente a los cambios de paradigma social a lo largo de la historia para actualizar sus racionalizaciones de acuerdo con las epistemes dominantes, con el resultado de nuevas derivaciones de los mismos viejos prejuicios. Por ejemplo, durante la Edad Media, según Benedictus Levita, Tomás de Aquino y el Malleus Maleficarum, las actividades homosexuales eran aborrecidas como el pecado más mortífero de todos, que era la superbia, es decir, el orgullo mismo de considerarse por encima de Dios y desobedecer. Su voluntad, tal como se manifiesta en Sus mandamientos más sagrados, consideraba la sodomía, término medieval común para estas actividades, idéntica al satanismo y la brujería malvada, mientras que cuando con la revolución científica de la Modernidad temprana la responsabilidad de los sacerdotes hacia los pecadores se fue transformando cada vez más en una de médicos y jueces hacia aquellos entonces considerados locos criminales, la razón para mantener la prohibición de las mismas actividades junto con el ostracismo de aquellos que cometían tales "abominaciones" indescriptibles cambió para enfatizar la supuesta contranaturalidad o perversión de sus actos y patologizar a quienes lo deseaban.
Combinando sus influencias, la definición sintetizada de Bleibtreu-Ehrenberg de prejuicio etnocéntrico e inherentemente autoritario es uno de pensamientos intrusivos recurrentes y manifiestos aprendidos socialmente (Zwangsvorstellungen) que pueden extenderse a la discriminación de la Escala de Allport incluidos los crímenes de odio violentos, como una forma de comportamiento obsesivo-compulsivo (Zwangshandlung; véase también Trastorno de personalidad obsesivo-compulsivo). Debido a lo que Bleibtreu-Ehrenberg denomina "percepción distorsionada" (verzerrte Wahrnehmung, que se asemeja al pensamiento compartimentado de Bob Altemeyer) de la realidad social construida, el agresor prejuicioso se considera a sí mismo como un agente rectificador, tal vez curativo, como un defensor del "orden natural" y "sociedad", y/o como protector de las personas que perciben como "víctimas" de los discriminados.

## Obras principales

### Visión general
Las principales obras de Bleibtreu-Ehrenberg se resumen en las siguientes publicaciones:
- 1978 (reimpreso en 1981): Tabu Homosexualität - Die Geschichte eines Vorurteils ("El tabú de la homosexualidad: la historia de un prejuicio"),
- 1980 (reimpreso en 1985): Mannbarkeitsriten: Zur Institutionellen Päderastie bei Papuas und Melanesiern ("Ritos de paso a la edad adulta: Sobre la pederastia institucional en Papuas y Melanesios"),
- 1984: Der Weibmann - Kultischer Geschlechtswechsel im Schamanismus, eine Studie zur Transvestition und Transsexualität bei Naturvölkern ("Andrógino: Cambio de sexo sectario en el chamanismo, un estudio sobre el travestismo y la transexualidad en los primitivos"; versión ampliada de la tesis de Bleibtreu-Ehrenberg de 1969)
- 1985: Der pädophile Impuls - ¿Wie lernt ein junger Mensch Sexualität? (publicado ampliado en inglés en 1988, reimpresión 1997, como El impulso pedófilo: hacia el desarrollo de una etiología de los contactos sexuales entre niños y adultos desde un punto de vista etológico y etnológico)
- 1986: Prefacio a la edición alemana Pädosexuelle Erlebnisse: Aus einer Untersuchung der Reichsuniversität Utrecht über Sexualität in pädophilen Beziehungen (publicado por la organización alemana de planificación familiar/educación sexual Pro Familia) del primer informe preliminar para la investigación neerlandesa de Theo Sandfort publicado en inglés como El aspecto sexual de las relaciones paedosexuales: las experiencias de 25 niños con hombres (1981, edición en inglés 1.ª reimpresión 1983, 2.ª reimpresión 1987; informes de actualización publicados por Sandfort sobre el estudio a largo plazo en curso en 1987,[7] 1992,[8] 1994,[9] 2000[10])
- 1989: Angst und Vorurteil - AIDS-Ängste als Gegenstand der Vorurteilsforschung ("Miedo y prejuicio: la paranoia del SIDA analizada por el campo de los estudios académicos sobre prejuicios")
- 1990: Vom Schmetterling zur Doppelaxt - Die Umwertung von Weiblichkeit in unserer Kultur ("De la mariposa al hacha de guerra: la degradación de la mujer en la cultura occidental")

También pueden ser de interés para los lectores anglófonos las publicaciones en inglés de Bleibtreu-Ehrenberg no mencionadas anteriormente:
- 1987: Nueva investigación sobre la institución griega de la pederastia, en: Publicación única de la Conferencia Científica Internacional sobre Estudios Gay y Lésbico "Homosexualidad: ¿Qué homosexualidad?" , Amsterdam.
- 1990: Pederastia entre primitivos: Iniciación institucionalizada y prostitución de culto, en: Journal of Homosexuality, no. 20. Reimpreso en: Theo Sandfort, Edward Brongersma, Alex van Naerssen (eds. ). Intimidad masculina intergeneracional - Perspectivas históricas, socio-psicológicas y legales, Harrington Park Press, Nueva York y Londres. ISBN 0-918393-78-7

### Tabu Homosexualität(1978)
Tabu Homosexualität se considera un trabajo básico fundamental en la investigación germanófona sobre la homofobia, la misoginia, el patriarcado, la represión general de la sensualidad y, en particular, la represión de la desviación sexual (Leibfeindlichkeit). A pesar de no haber sido traducido a ningún otro idioma, desde su primera publicación, Tabu Homosexualität sigue siendo tratado y citado como una fuente básica a nivel internacional también. A partir de 2008, se encuentra en varias bibliotecas de Europa occidental, y en los EE. UU. Incluso está disponible en bibliotecas de 13 estados diferentes.
De acuerdo con el enfoque socio-psicológico y socio-histórico interdisciplinario de Bleibtreu-Ehrenberg sobre el tema de la homofobia, que se basa en campos de investigación como los estudios culturales, los estudios religiosos, la etnología, la filología y la lingüística, el prejuicio etnocéntrico hacia la atracción hacia personas del mismo sexo particularmente masculina y las actividades en la historia de las culturas indoeuropeas occidentales es intrínsecamente idéntico a la misoginia, por lo que originariamente dieron lugar a estructuras patriarcales de la sociedad indoeuropea hasta la edad moderna que las mantuvo. Sus raíces y elementos culturales se remontan a varios milenios en la cultura euroasiática, y originalmente se basaron en la superposición posterior superpuesta y plagada de conflictos de los tres estratos étnicos y culturales básicos (ver estratificación, estratificación social y horizonte arqueológico) que subyacen a todos los conceptos modernos en las culturas indoeuropeas.
A partir de ahí, Bleibtreu-Ehrenberg rastrea la génesis de la homofobia a través de una serie de derivaciones históricas en las sociedades indoeuropeas hasta el siglo XX.

### Angst und Vorurteil(1989)
El libro Angst und Vorurteil - AIDS-Ängste als Gegenstand der Vorurteilsforschung se basó en el trabajo de la comisión de investigación parlamentaria Enquetekommission AIDS, de la que Bleibtreu-Ehrenberg era miembro, que se formó para investigar los aspectos sociales, culturales y legales de la enfermedad, y las consecuencias y desafíos de la atención de la salud pública, así como el propio informe final de Bleibtreu-Ehrenberg presentado en el parlamento y ante el gobierno de Helmut Kohl.
En Angst und Vorurteil, Bleibtreu-Ehrenberg, por un lado, complementa la historia estructural de la Leibfeindlichkeit occidental (represión de la sensualidad) que relató con mayor amplitud en Tabu Homosexualität antes, al señalar en Angst und Vorurteil otros aspectos que ya había abordado en Der pädophile Impuls cuatro años antes.
Por otro lado, en Angst und Vorurteil, Bleibtreu-Ehrenberg ofrece una descripción completa y exhaustiva de los estudios científicos sobre prejuicios posteriores a la Segunda Guerra Mundial, en particular con respecto al refuerzo de los tradicionales Leibfeindlichkeit occidentales (prejuicios dirigidos contra la desviación sexual fáctica o supuesta) provocados por el VIH. La comprensión de Bleibtreu-Ehrenberg del prejuicio se basa en gran medida en la Teoría Crítica y su concepto de personalidad autoritaria, pero también incorpora, entre otras escuelas de estudios de prejuicio, la teoría del etiquetado, la teoría de la identidad social, la hipótesis de la frustración-agresión, la teoría del aprendizaje social y el dispositivo y el dispositivo y el análisis del discurso de Foucault.

## Premios y reconocimientos
- Premio Rosa Courage, Osnabrück, otorgado por en consejo del evento cultural LGBT Gay in May

## Obras en alemán
- Homosexualität und Transvestition im Schamanismus. en: Anthropos, no. sesenta y cinco
- Tabu Homosexualität - Die Geschichte eines Vorurteils. (1978)
- Der pädophile Impuls - ¿Wie lernt ein junger Mensch Sexualität?. (1985/88)
- Vorwort zu der soziopsychologischen Studie Pädosexuelle Erlebnisse von Theo Sandfort. (1986)
- Angst und Vorurteil - AIDS-Ängste als Gegenstand der Vorurteilsforschung. (1989)
- Vom Schmetterling zur Doppelaxt - Die Umwertung von Weiblichkeit in unserer Kultur. (1990)
- Homosexualität bei Naturvölkern. en: Ernst Otto Arntz y Peter-Paul König (Ed.). Kirche und die Frage der Homosexualität. Verlagsgesellschaft Benno-Bernward-Morus mbH. Hildesheim.ISBN 3-89543-091-9
- Päderastie bei Naturvölkern. en: Frits Bernard (Ed.). Pädophilie ohne Grenzen - Theorie, Forschung, Praxis. Foerster Verlag. Frankfurt / Main.ISBN 3-922257-83-6

## Otras lecturas
- Friedländer, Walter A. (1979). Revise Gisela Bleibtreu-Ehrenberg, Tabu: Homosexualität. Die Geschichte eines Vorurteils, Trabajo social internacional, XXII, núm. 2 (verano de 1979).
- Sandmann, Heinz. Homosexualtität - Ein historischer Streifzug ("La homosexualidad: una incursión histórica"), resumen del libro Tabu Homosexualität (en alemán)
- Whisnant, Clayton John (2008). Introducción: Historia gay alemana: ¿Direcciones futuras?, Revista de Historia de la Sexualidad - Volumen 17, Número 1, enero de 2008, págs. 1-10